# Gardien de but (water-polo)

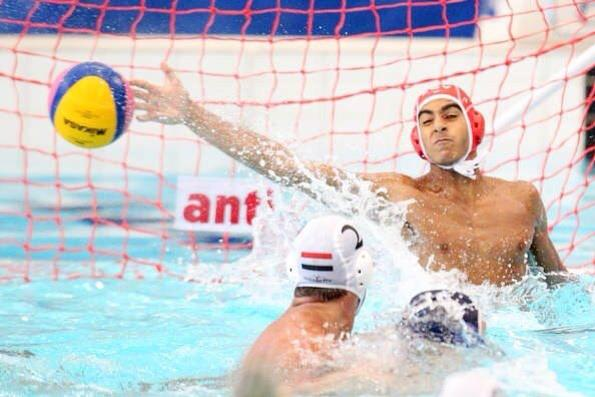
Gardien de but égyptien bloquant un tir avec son bras tendu.

Au water-polo, le gardien de but occupe une position de dernière ligne de défense entre l'attaque de l'adversaire et le but de sa propre équipe, qui est 2,8 m2.
La position des gardiens de but est unique ; ils possèdent certains privilèges et sont soumis à des restrictions différentes de celles des joueurs de champs. En conséquence, ils possèdent des compétences différentes de celles des joueurs de terrain.
Les gardiens de but ont tendance à avoir une carrière de joueur plus longue que les joueurs de champ car ils ont besoin de puissance mentale plutôt que de puissance physique.
Au water-polo, le gardien de but est communément appelé le gardien de but ou le gardien.

## Histoire

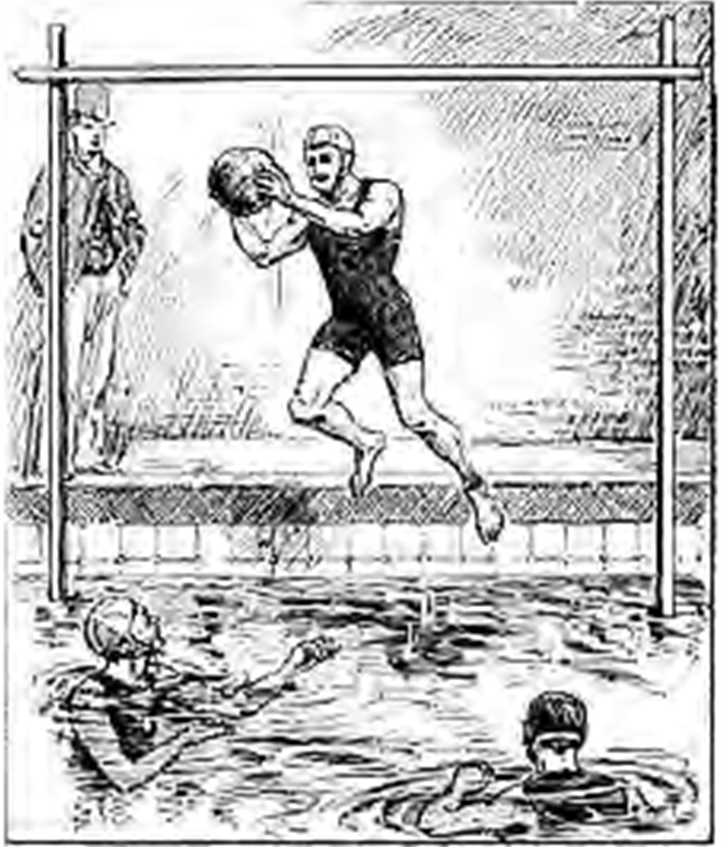
Un gardien de water-polo défendant le but entre des poteaux de rugby comme cela se serait produit peu de temps après l'origine du match.

Le poste de gardien de but existe depuis l'origine du jeu de water-polo. À cette époque, le but du jeu était de toucher la balle du côté adverse de la piscine. Le gardien de but attendrait à la fin de la piscine jusqu'à ce qu'un joueur adverse s'approche du but, lorsque le gardien de but essaierait d'arrêter ce joueur, par exemple en trempant sa tête.
Un changement s'est produit dans le jeu et le rôle du gardien de but dans les années 1880, lorsque les Écossais ont réduit la taille de la zone de score en plaçant des poteaux de rugby, espacés d'environ 10 pieds, à chaque extrémité de la piscine. Dans le même temps, les règles ont été modifiées pour permettre aux gardiens de but de se tenir sur le pont de la piscine et de sauter sur la tête d'un joueur adverse qui s'est approché du but. Ce changement dans les règles a été bref. Pour éviter les blessures graves résultant de cette méthode de gardien de but, les règles ont de nouveau été révisées pour obliger le gardien de but à rester dans l'eau.
Les fonctions de base du poste de gardien de but ont peu changé au cours du siècle dernier, mais il y a eu des changements affectant le style de jeu. Dans les années 1940, la Hongrie a introduit une nouvelle technique appelée le rétropédalage qui permet aux gardiens de but de maintenir un équilibre stable dans l'eau.

## Règles
À l'intérieur du 6 m, le gardien de but est la seule personne de l'équipe autorisée à toucher le ballon à deux mains, toucher le fond de la piscine et frapper le ballon avec un poing fermé. Le gardien de but peut avancer au-delà de la ligne médiane, il peut tenter des tirs vers l'autre but,.
Tout gardien de but qui commet une faute agressive sur un attaquant dans les 6 m de l'équipe du gardien de but se voit infliger un tir de pénalité pour l'autre équipe. Le gardien de but peut également être temporairement expulsé du jeu pendant vingt secondes s'il commet une faute ordinaire dans les 6 m du gardien. (par exemple, par éclaboussures). si le gardien de but tient ensuite le ballon sous l'eau lorsqu'il est interpellé par un adversaire ; il est accordé une pénalité à l'équipe adverse. Une pénalité est également accordée à l'autre équipe pour tirer vers le bas ou déplacer le but à tout moment pendant le match.
Les bonnets des gardiens de but sont généralement numérotées 1 ou 13 et parfois 15 et de couleur rouge pour distinguer leur position.

### Variantes de règle
Vous trouverez en bas un tableau montrant les principales différences de règles et règlements pour les gardiens de but de water-polo entre les dernières modifications apportées par la FINA.

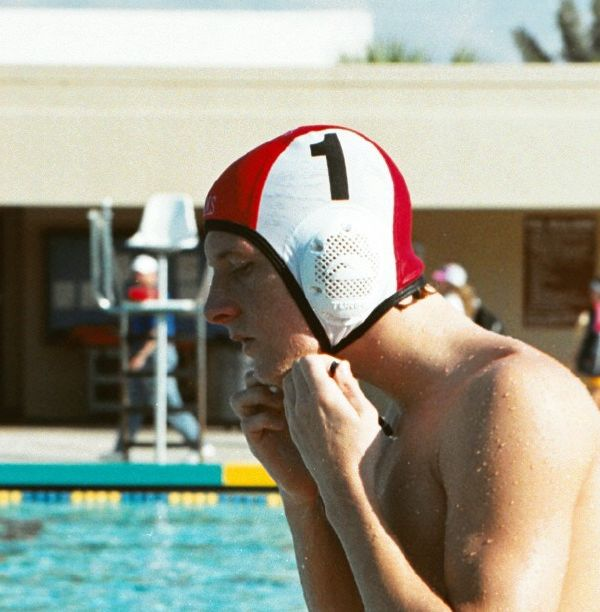
Une casquette de gardien.

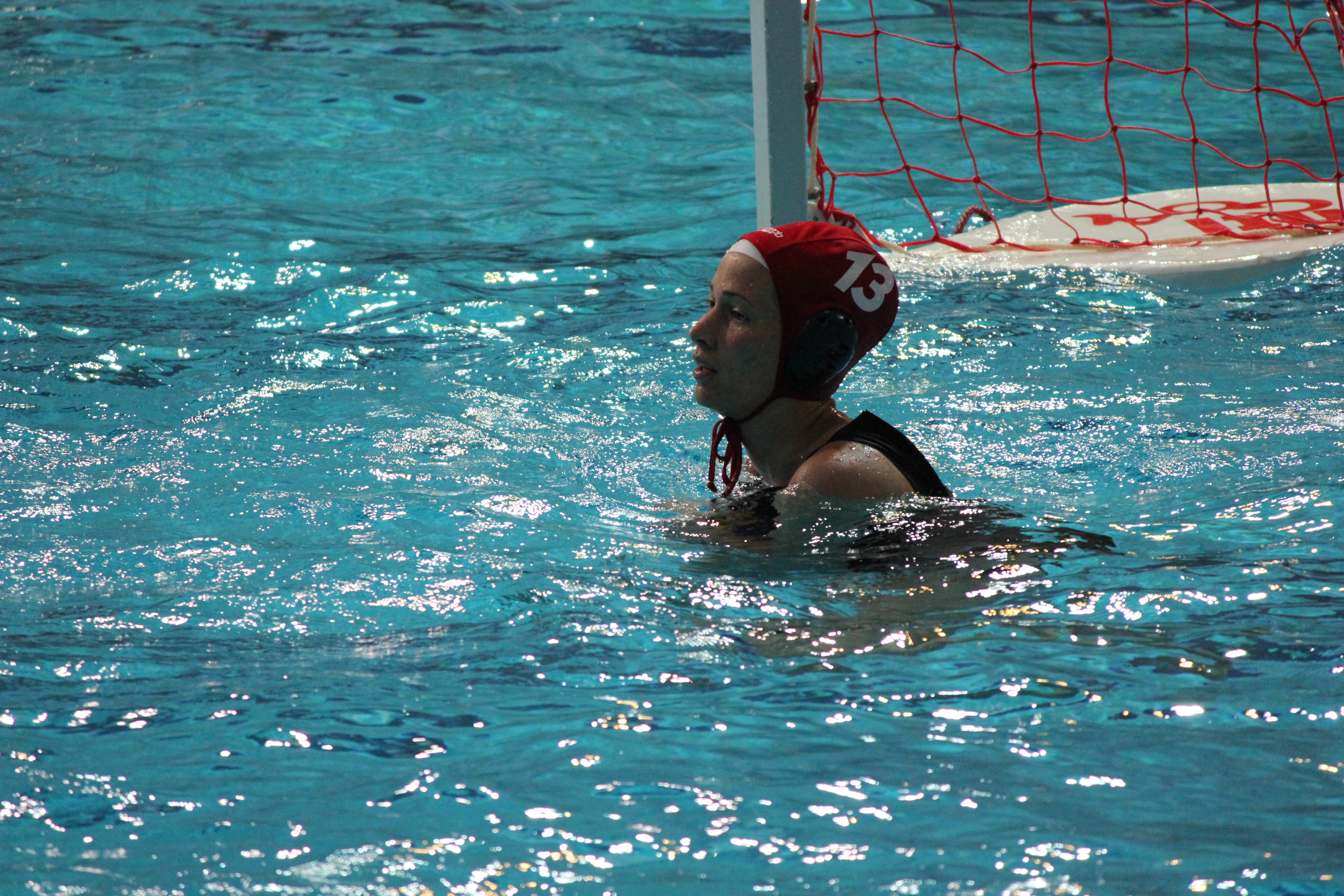
Un gardien de but de water-polo avec une casquette de réserve (règles FINA).

|                                                                        | FINA (règles 2019-2021) | NCAA (règles 2010-2012) |
| Position du gardien de but au tir au but                               | Aucune partie du gardien de but ne doit dépasser la barre transversale lors du tir. | Les hanches du gardien de but doivent être sur la ligne de but au lancer de pénalité. |
| Couleur des protège-oreilles du gardien de but                         | Les protège-oreilles doivent être soit de la même couleur que la couleur de la casquette de leur équipe, soit rouges.                                                                                     | Les protège-oreilles doivent correspondre le plus possible à la couleur de l'équipe du gardien de but. Le leur ne peut être rouge que si la couleur de la casquette de son équipe est rouge.                                                      |
| Couleur de la casquette du gardien                                     | Les casquettes des gardiens doivent être rouges. | La casquette du gardien de but doit contraster avec son équipe ; l'équipe à domicile doit contraster le blanc et le rouge et l'équipe à l'extérieur le bleu et le rouge. Il ne peut pas être rayé.                                                |
| Numérotation de la casquette du gardien                                | Le numéro de casquette du gardien de but peut être 1 ou 13. | Le numéro de la casquette du gardien de but peut être n'importe quel nombre tant que la casquette est rouge. etc |
| Couleur de la numérotation de la casquette du gardien                  | Peut être de n'importe quelle couleur tant qu'elle est visible pour l'arbitre. | La couleur du gardien de but à domicile est blanche ou jaune et celle du gardien de but extérieur est de couleur foncée. |
| Couleur du bonnet de bain gardien                                      | Pas de mention officielle | Les couleurs des bonnets de bain, s'ils sont portés, doivent être rouge ou blanc pour le gardien visiteur et rouge ou foncé pour le gardien local.                                                                                                |
| Exigences de maillot de bain de gardien de but féminin                 | Les joueurs doivent porter des costumes non transparents ou des costumes avec un sous-vêtement séparé et avant de prendre part à un jeu doivent retirer tout article susceptible de causer des blessures. | Soit un maillot de bain une pièce non transparent, soit une combinaison une pièce de compétition avec des bretelles d'au moins 1 pouce de largeur. Il est interdit à ces bretelles d'être des bretelles spaghetti. Il y a une règle d'exposition. |
| Les gardiens récupèrent les ballons qui sont passés par-dessus le côté | Interdit sans autorisation. Dans ce cas, le gardien de but est exclu pendant 20 secondes | Identique à la FINA. |

### Responsabilités
Le rôle principal du gardien de but est de stopper les tirs au but de l'équipe adverse. Après avoir sauvé le ballon, le gardien de but a la responsabilité de garder la possession du ballon afin d'empêcher les joueurs adverses d'en reprendre possession. Ils doivent s'assurer que chaque fois que l'adversaire semble prêt à tirer au but, leurs mains sont proches ou au-dessus de la surface de l'eau. Ils possèdent également la tâche de transmettre la piscine avec précision pour conserver la possession du ballon, commençant souvent la contre-attaque de l'équipe.

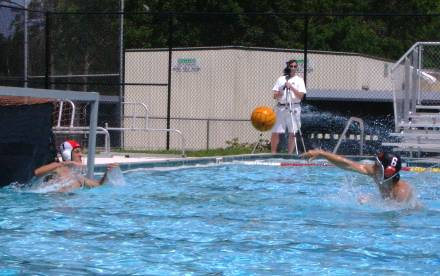
Un gardien de but lors d'un tir au but utilisant l'option 2.

Le gardien de but est le seul joueur qui peut bloquer un penalty et parce que 63,7 % des pénalités sont des buts, le gardien de but a un rôle énorme dans ce domaine mais le fait de ne pas être dans la bonne position à un penalty est une faute d'exclusion. Lors d'une séance de tirs au but, le travail du gardien de but est essentiel et déterminera en grande partie l'issue du match. Si le gardien de but est exclu au cours de la séance de tirs au but, alors l'un des cinq autres joueurs de la poule peut prendre sa place. Les hanches du gardien de but doivent être hautes lors d'un tir de pénalité pour lui donner plus de hauteur. Le gardien de but doit faire l'une des deux choses suivantes lors d'un tir au but :
1. Restez au milieu du but, élevez-vous haut et écartez les bras pour éliminer la possibilité de tirs vers le centre du but
2. Déplacez-vous d'un côté du but pour deviner où le tireur placera le ballon.

### Techniques des parties du corps

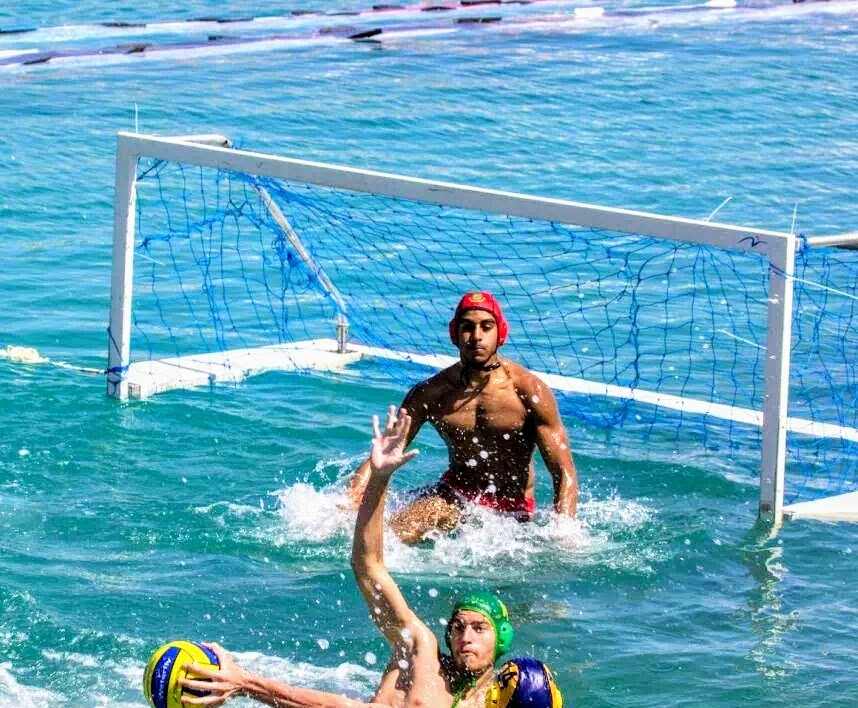
Le gardien de but se lève pour bloquer un tir.

La plupart du temps, les gardiens de but font un travail de faible intensité (surpasser l'eau sans trop d'effort) mais lorsqu'ils travaillent (par exemple, lorsqu'ils ont un homme à terre ou qu'ils sont en position d'attente), c'est très intense.
Les gardiens de but doivent être capables d'exécuter le rétropédalage à un niveau élevé,. Avant le coup de pied du batteur à œufs, les gardiens de but utilisaient la brasse, ce qui signifiait qu'ils ne pouvaient pas rester debout très longtemps et que les joueurs trouvaient plus facile de marquer. En utilisant le coup de pied batteur à œufs, les gardiens de but peuvent élever leur corps suffisamment haut dans l'eau pour pouvoir bloquer les tirs au but pendant de plus longues périodes. Cela peut être utilisé conjointement avec la godille, dans laquelle le gardien de but garde les mains fermées (doigts joints) et les déplace vers l'avant et vers l'arrière.
Le moyen le plus simple pour le gardien de but de bloquer les tirs est de bloquer le ballon avec ses mains ou ses bras. Des bras plus longs peuvent aider le gardien de but à atteindre le ballon, ce qui est un avantage. Les sports impliquant des réactions rapides peuvent être utiles, car ils aident les réflexes du gardien de but, ce qui est une compétence cruciale.

#### Travail sur les parties du corps
Pour s'améliorer, il existe une variété d'exercices conçus pour améliorer les compétences du gardien de but.
Pour commencer, il y a des exercices pour aider à améliorer le gardien de but dans l'eau. Celles-ci vont d'exercices simples (comme sauter le plus haut possible hors de l'eau avec les deux mains) à des exercices qui ne sont pas spécifiquement utilisés dans le water-polo; ils sont plutôt utilisés pour améliorer les muscles centraux du gardien de but (comme attraper une balle tombée du côté dans l'eau).
Comme les gardiens doivent savoir nager rapidement sur de courtes distances, pour s'améliorer il peut pratiquer des exercices comme nager rapidement puis s'arrêter immédiatement sans toucher les côtés. Il est important pour le gardien de but de nager à la fois en brasse et en nage libre - la brasse aidant avec le coup de pied du batteur à œufs et la nage libre aidant avec la nage dans le match.
De plus, en début de match, il est indispensable que le gardien s'étire pendant 15 minutes.

### Techniques de blocage

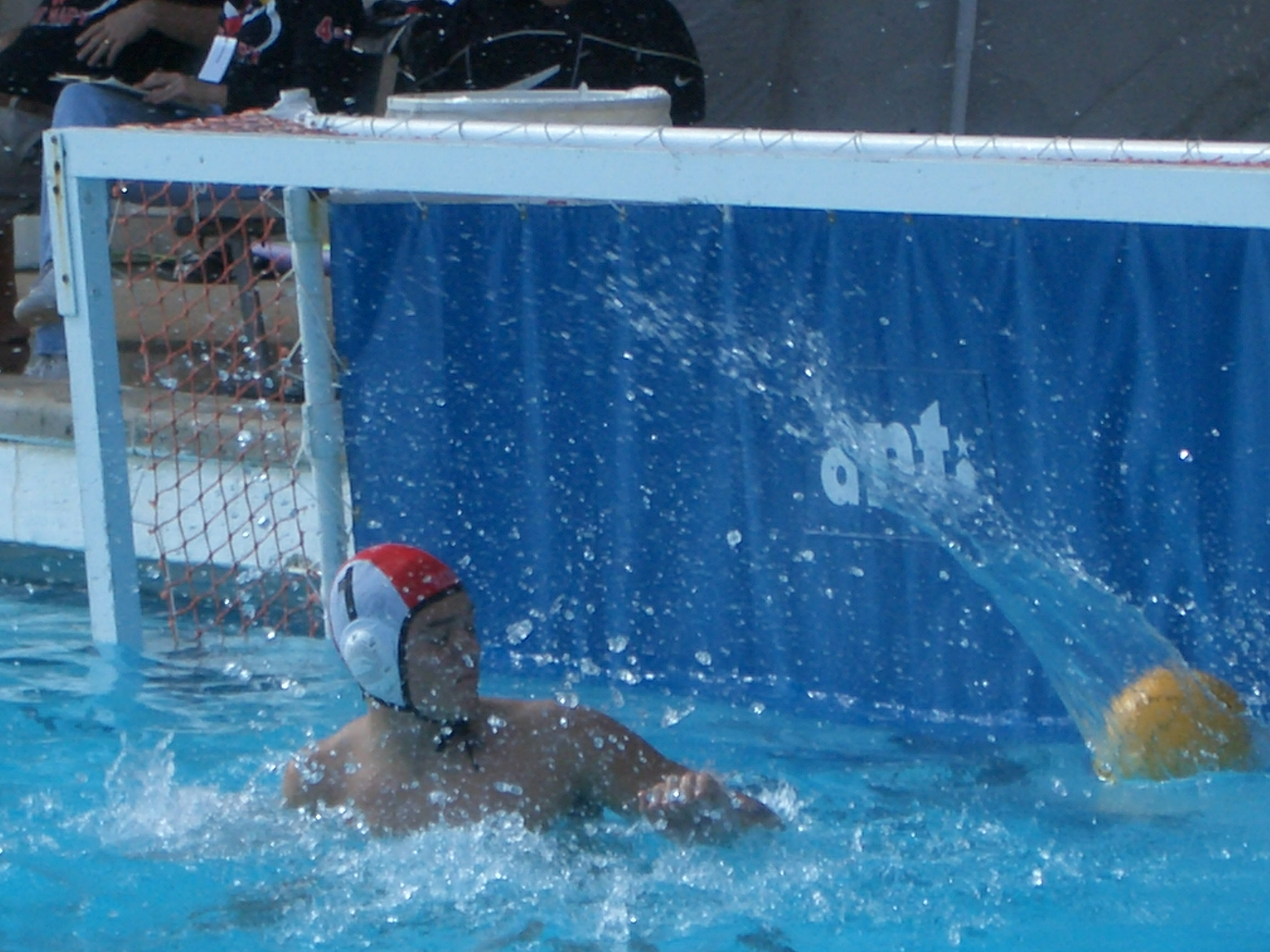
Le lobe s'est arqué au-dessus de la tête du gardien trop haut pour qu'il puisse l'atteindre.

Le blocage du ballon étant le rôle principal du gardien de but, il doit avoir une bonne connaissance des techniques de blocage.
Comme le gardien de but a le choix du nombre de mains qu'il veut utiliser, la décision doit être prise sur ce qu'il veut faire. Un tir doit être arrêté à deux mains s'il est faible ou près du corps du gardien de but, et normalement arrêté avec une seule dans d'autres circonstances. En effet, les sauvegardes à une main peuvent aller plus rapidement au ballon.
Les gardiens de but doivent se méfier des fixations, des tirs lobés et des tirs sautés ou rebondis,. Le dummy est l'endroit où les joueurs simulent des tirs, amenant les gardiens à sortir de l'eau trop tôt. Cela peut amener le gardien de but à se lever trop tôt et à devoir redescendre pour avoir de l'énergie. Le lob shot est l'endroit où un joueur de champ tente de placer le ballon là où les mains du gardien de but peuvent atteindre. Cela se produit généralement soit si le gardien de but est hors de position par rapport aux joueurs, soit s'il est trop éloigné du but. Le gardien de but doit nager pour essayer de le bloquer, car il est loin d'être aussi rapide que le tir en puissance. Le rebond ou le tir sauté est l'endroit où un joueur propulse la balle sur l'eau avec suffisamment de force pour la faire rebondir ou glisser le long de l'eau. Cela peut prendre le gardien de but par surprise car il ne peut pas prédire la direction dans laquelle le ballon ira.